# Холандска западноиндијска компанија
Холандска западноиндијска компанија (хол. Geoctroyeerde West-Indische Compagnie, скраћено W. I. C. или WIC) била је компанија која је од Холандије добила право трговинског монопола у Карибима и право трговине робовима на Карибима, Бразилу и Сјеверној Америци.

## Организација и активности
Холандска западноиндијска компанија била је устројена по узору на Холандску источноиндијску компанију (хол. Vereenigde Oost-Indische Compagnie или VOC) која је дјеловала у Азији (највећим дијелом на простору данашње Индонезије) од 1602. године. Главна разлика имеђу ове двије компаније била је чињеница да WIC није има право на војне операције без одобрења низоземске владе.
Исто као и VOC и Холандска западноиндијска компанија састојала се од пет комора (хол. kamers), у Амстердаму, Ротердаму, Хорну, Миделбургу и Гронингену, од којих су најзначајније биле оне у Амстердаму и Миделбургу. Управни одбор састојао се од 19 чланова.
Компанија је имала поприличне успјехе у 1620-има и 1630-има, кад су основане многе трговачке постаје и колоније. Колонија Нова Низоземска налазила се на територију данашњих америчких савезних држава Њујорк, Њу Џерзи, Делавер и Конектикат, а насеља су постојала и у државама Пенсилванија и Роуд Ајланд. Основана су и бројна насеља у Суринаму и Гвајани те некаданашњим Холандским Антилима који су се састојали на неколико карипских острва. Компанија се бавила и гусарством, а најзначајнији успјех било је освајање шпанске флоте која је превозила сребро из шпаских колонија у Шпанију.
Године 1630, заузета су португалска насеља у Бразилу гдје је основана колонија Нова Холандија с главним градом Мауритстадом. У Африци су постојале постаје на Златној обали и Анголи. Најважнија добра која су се производила и којима се трговало била су крзно (у Сјеверној Америци), шећер (у Јужној Америци), робовска радна снага, те злато и слоновача (у Африци).

## Нестанак
Почетни успјех компаније је убрзо нестао. Холандски Бразил су 1654. након дугог рата опет заузели Португалци, а многе друге трговачке постаје су уништиле или заузеле друге европске колонијалне силе. Нова Низоземска је такође 1664. освојена од стране Енглеза. Године 1674, WIC је реорганизован; гусарска активност је напуштена, а главно пословање свело се на допремање робова у Суринам и Антиле. Сенегамбију су убрзо освојили Французи.
Након што су Британци у 1780-има накратко освојили Суринам, WIC се практично није опоравила. Године 1791, дионице компаније купила је холандска влада, а територији под контролом WIC-а стављени су под контролу власти.